# Maciej Grzybowski
Maciej Grzybowski (ur. 20 lutego 1942 w Łowiczu, zm. 16 lutego 2024) – polski aktor teatralny i filmowy, reżyser teatralny, dyrektor teatru, pedagog, od 1977 aktor Teatru im. Wojciecha Bogusławskiego w Kaliszu.

## Życiorys
Ukończył studia na Wydziale Aktorskim Państwowej Wyższej Szkoły Filmowej i Teatralnej im. Leona Schillera w Łodzi w 1965. W tym samym roku debiutował rolą Henryka VI w Henryku VI na łowach Wojciecha Bogusławskiego w reżyserii Marii Wiercińskiej na scenie Teatru im. Wojciecha Bogusławskiego w Kaliszu, którego aktorem pozostał do 1967.
W latach 1967–1976 był aktorem Teatru Nowego w Łodzi, w latach 1976–1977 tamtejszego Teatru Powszechnego. Od 1977 ponownie związany z Teatrem im. Wojciecha Bogusławskiego w Kaliszu, w latach 1982–1991 był jego dyrektorem naczelnym.
Był wykładowcą w Państwowym Pomaturalnym Studium Kształcenia Animatorów Kultury w Kaliszu.
Jego synem był aktor Michał Grzybowski.

## Filmografia
- 1968: Przygoda z piosenką − Michel
- 1970: Doktor Ewa − Lucjan Zadrożny, przybrany syn Banasiowej (odc. 3)
- 1972: Palec Boży
- 1973: Śledztwo − sierżant policji
- 1974: Najważniejszy dzień życia − kolega Borelaka, zdobywca premii innowacyjnej (odc. 1)
- 1976: Trochę wielkiej miłości
- 1976: Honor dziecka − strażak
- 1978: Życie na gorąco (odc. 1)
- 1980: Królowa Bona (odc. 12)
- 1983: Akademia pana Kleksa
- 1997-2012: Klan − lekarz neurolog badający Michała Chojnickiego
- 2002-2010: Samo życie − wuj Ryszarda Majewskiego
- 2005: M jak miłość − lekarz (odc. 345)
- 2006: Plebania − stolarz (odc. 785 i 786)
- 2006: Fałszerze – powrót Sfory − ojciec Bola (odc. 10)
- 2007: Determinator − Gutowski, ojciec Pauliny (odc. 5 i 9)
- 2013: Prawo Agaty − dziadek Błażeja (odc. 37)
- 2013: Komisarz Alex − profesor ASP (odc. 47)